# Peter Perlmann
Peter Perlmann (* 1919 in der Tschechoslowakei; † 19. April 2005 in Stockholm) war ein schwedischer Immunologe. Er war Professor an der Universität Stockholm.

## Leben
Perlmann, der jüdischer Herkunft war, floh nach der deutschen Besetzung von Teilen der Tschechoslowakei (Sudetenland) nach Schweden und studierte dort Biologie in Lund und Chemie in Stockholm mit einem Kandidaten-Abschluss 1948 und einem Lizenziats-Abschluss 1953. Er befasste sich zunächst mit Entwicklungsbiologie und wurde 1957 bei John Runnström (1888–1971) am Wenner-Gren-Institut in Stockholm promoviert mit einer Arbeit, in der er immunologische Methoden zur Identifizierung von Antigenen auf der Oberfläche von Seeigeleiern nutzte. Später untersuchte er zum Beispiel Enzymkomplexe auf Leberzellen und UC (Colitis ulcerosa), einer Autoimmunkrankheit, wobei er die Zytotoxizität von Lymphozyten von UC-Patienten auf normale Darmzellen in Kulturen nachwies. Mit seinen Schülern studierte er die Mechanismen, mit denen Lymphozyten den Zelltod herbeiführen, unter anderem entdeckte er ADCC (englisch Antibody dependent cell mediated cytotoxicity). Er beschäftigte sich mit Tumorimmunologie speziell bei Blasenkrebs und ab Ende der 1970er-Jahre mit Malaria-Immunologie im Rahmen des Great Neglected Diseases-Programms der Rockefeller Foundation. 1983 entdeckte er ein neues Malaria-Antigen Pf155, das Möglichkeiten zur Impfstoffentwicklung bot. Er erforschte außerdem den genauen Mechanismus der pathogenen Wirkung der Malaria im Gehirn (über die Freisetzung von Zytokinen und durch Verstopfung kleiner Blutgefäße durch infizierte rote Blutkörperchen, die mit anderen zusammenklumpen).
Perlmann entwickelte mit seiner Studentin Eva Engvall die ELISA-Technik (Enzyme-linked Immunosorbent Assay), in der Proteine mit Antikörpern entdeckt werden. Die Technik fand vielfache Anwendung in den unterschiedlichsten Bereichen vom Schwangerschaftsnachweis bis zum diagnostischen Nachweis von Parasiten und AIDS-Viren.
1978 erhielt er den Emil-von-Behring-Preis. 1976 erhielt er mit Engvall den Preis Biochemische Analytik. Er war Ehrendoktor des Karolinska-Instituts und im Preiskomitee für den Medizinnobelpreis. Er erhielt den Avery Landsteiner Award, den kolumbianischen Orden von San Carlos, den Eric-Fernström-Preis und den Bioscience Laboratories Prize. 1989 bis 1991 war er Fogarty Fellow bei den National Institutes of Health.
Er war mit Hedvig Perlmann verheiratet, mit der er seit den 1950er-Jahren wissenschaftlich zusammenarbeitete.